# Johann Baptist Orbin

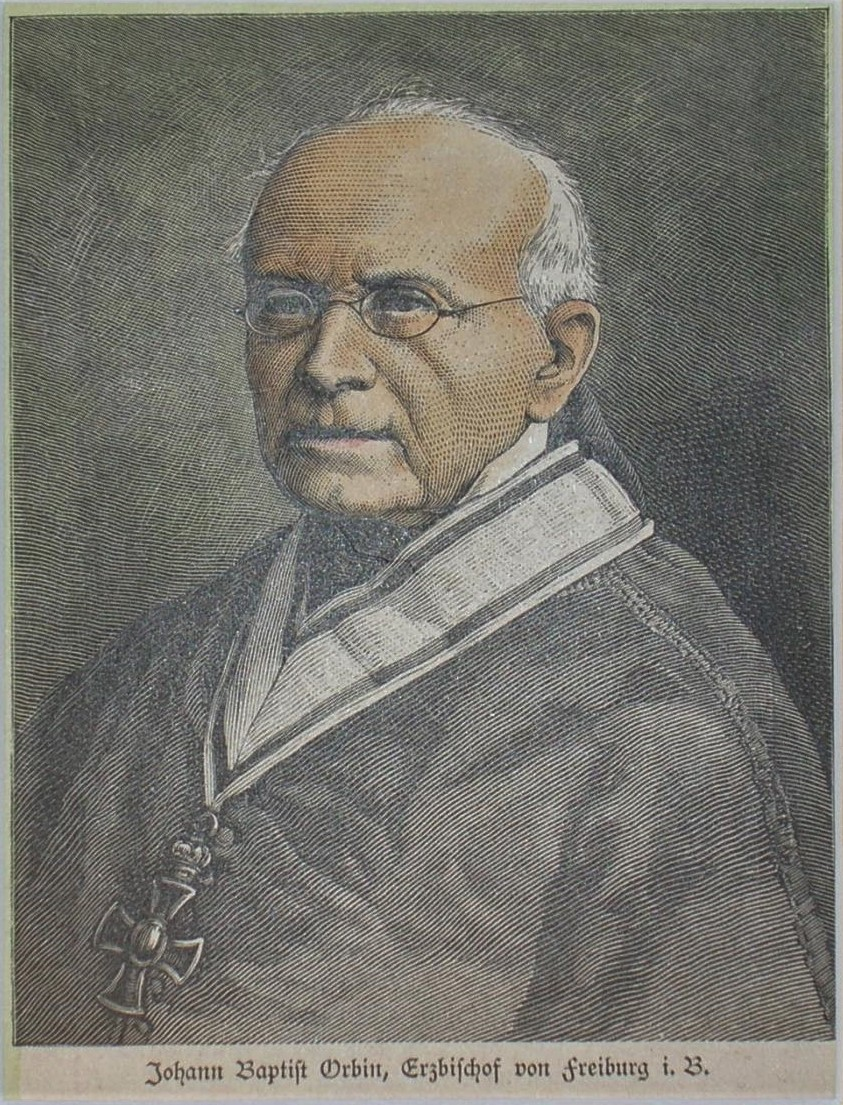
Johann Baptist Orgien als Domkapitular im Jahr seiner Bischofsweihe 1882

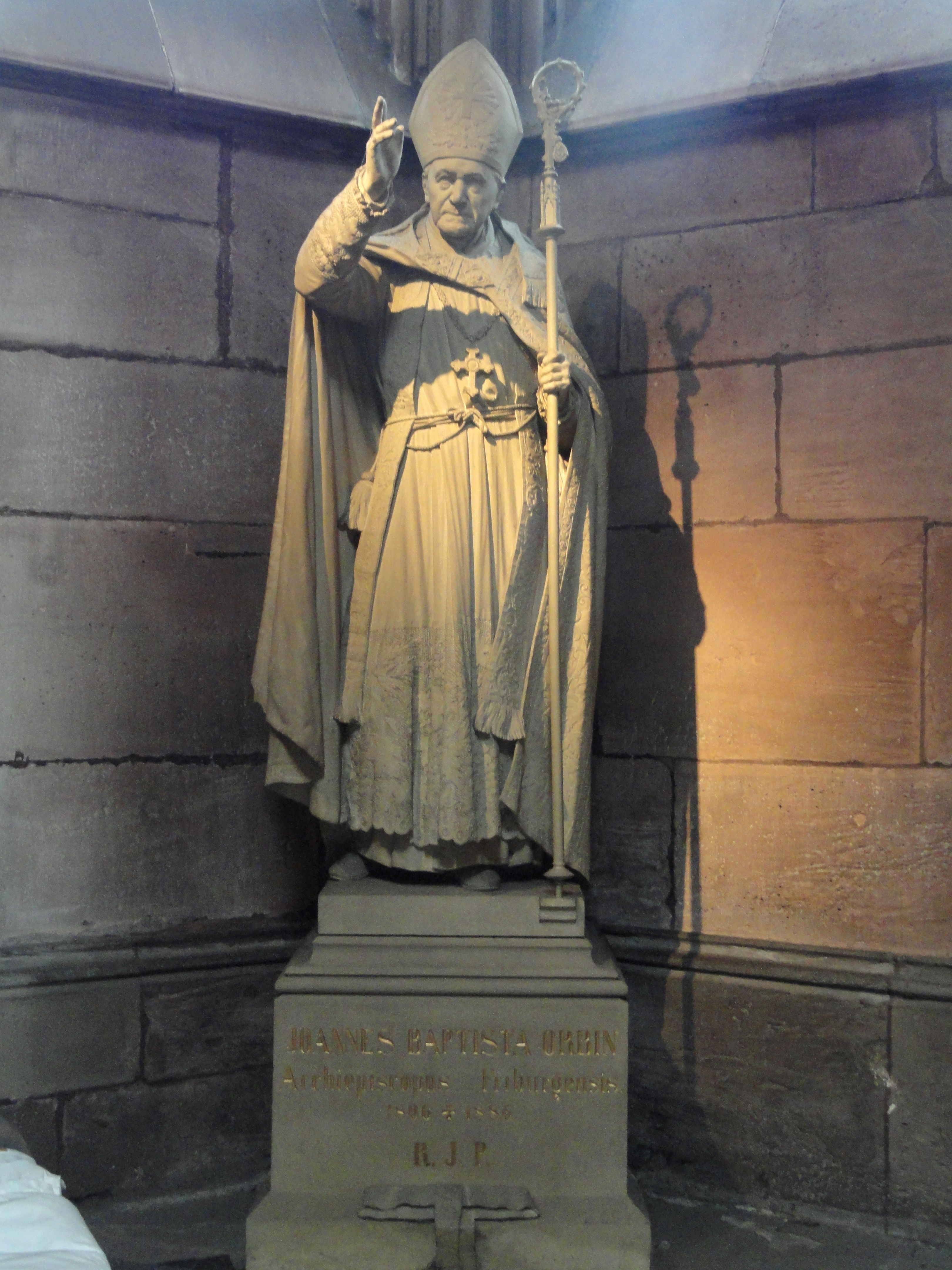
Orbin-Statue von Gustav Knittel im Freiburger Münster

Johann Baptist Orbin (* 22. September 1806 in Bruchsal; † 8. April 1886 in Freiburg im Breisgau) war der vierte Erzbischof von Freiburg.

## Leben
Johann Baptist Orbin wurde am 22. September 1806 in Bruchsal in eine Musikerfamilie hineingeboren. Seine Vorfahren waren im 18. Jahrhundert aus Schweden in die Kurpfalz gekommen.
Ab 1826 studierte Orbin Theologie an der Universität Freiburg. Nach ersten Stellen als Vikar und Pfarrverweser kam er zunächst als Kooperator nach Mannheim, wurde dort 1839 Pfarradministrator und schließlich 1843 auch Pfarrer an der Oberen Pfarrei (St. Ignatius und Franz Xaver). 1846 holte ihn Erzbischof Hermann von Vicari als Domkapitular und zugleich Münsterpfarrer nach Freiburg.
Nach von Vicaris Tod stand Orbin auf der Vorschlagsliste für das Bischofsamt. Durch den badischen Kirchenstreit war aber keine Wahl möglich. Als Bistumsverweser wurde Weihbischof Lothar von Kübel eingesetzt, der diese Aufgabe rund 13 Jahre bis zu seinem frühen Tod wahrnahm. Erst dann konnte der inzwischen 75-jährige Orbin gewählt werden. Am 12. Juli 1882 wurde er schließlich vom Rottenburger Bischof von Hefele konsekriert und inthronisiert. In seiner kurzen Amtszeit setzte er sich für ein Ende des Kulturkampfs ein.
Am 8. April 1886 starb Johann Baptist Orbin. Er wurde im nördlichen Seitenschiff des Freiburger Münsters beigesetzt. In der Locherer-Kapelle steht eine Statue Orbins, die von Gustav Adolf Knittel geschaffen wurde.